# Jean Guillaume Barthélemy Thomières
Jean Guillaume Barthélemy Thomières, né le 18 août 1771 à Sérignan dans l'Hérault et mort le 22 juillet 1812 à la bataille des Arapiles, est un général français de la Révolution et de l’Empire.

## Biographie
Jean Guillaume Barthélémy Thomières naît le 18 août 1771 à Sérignan, et est baptisé le 22 août suivant. Il est le fils de Guillaume Thomières, officier d'infanterie et consul, et de Marie Anne Borrel. 

### Carrière sous la Révolution française et le Consulat
Thomières s'engage en mai 1793 en tant que volontaire au 5e bataillon de volontaires de l'Hérault. Élu capitaine dans ce bataillon, il sert, de 1793 à 1795, à l'armée des Pyrénées-Orientales et devient adjoint à l'état-major général en février 1794. En mars 1796, il devient adjoint du général François Lanusse à l'armée d'Italie. Thomières se distingue aux batailles de Dego, de Mondovi, de Lodi, de Bassano et du pont d'Arcole. Devenu aide de camp du général Victor en juin 1797, il sert en Italie, devient chef de bataillon en mars 1800 et combat à Montebello et Marengo. Il est fait chevalier de la Légion d'honneur le 15 juin 1804.

### Général de l'Empire
En 1805, sous les ordres du général Antoine François Andréossy, il fait partie du quartier général de la Grande Armée puis devient en 1806 aide de camp du maréchal Lannes, qui le nomme adjudant-commandant le 14 août 1806. Il est fait officier de la Légion d'honneur le 1er avril 1807. Thomières est promu général de brigade le 11 juillet 1807 et sert lors de la guerre d'Espagne et du Portugal sous les ordres du général Junot. Blessé le 21 août 1808 à la bataille de Vimeiro, il est créé baron de l'Empire le 18 juin 1809.
En janvier 1810, sous le commandement des généraux Solignac puis Maucune, il commande la 2e brigade de la 2e division. Sous le commandement du maréchal Marmont, il commande la 7e division de l'armée de Portugal à la tête de laquelle il est tué à la bataille des Arapiles le 22 juillet 1812.

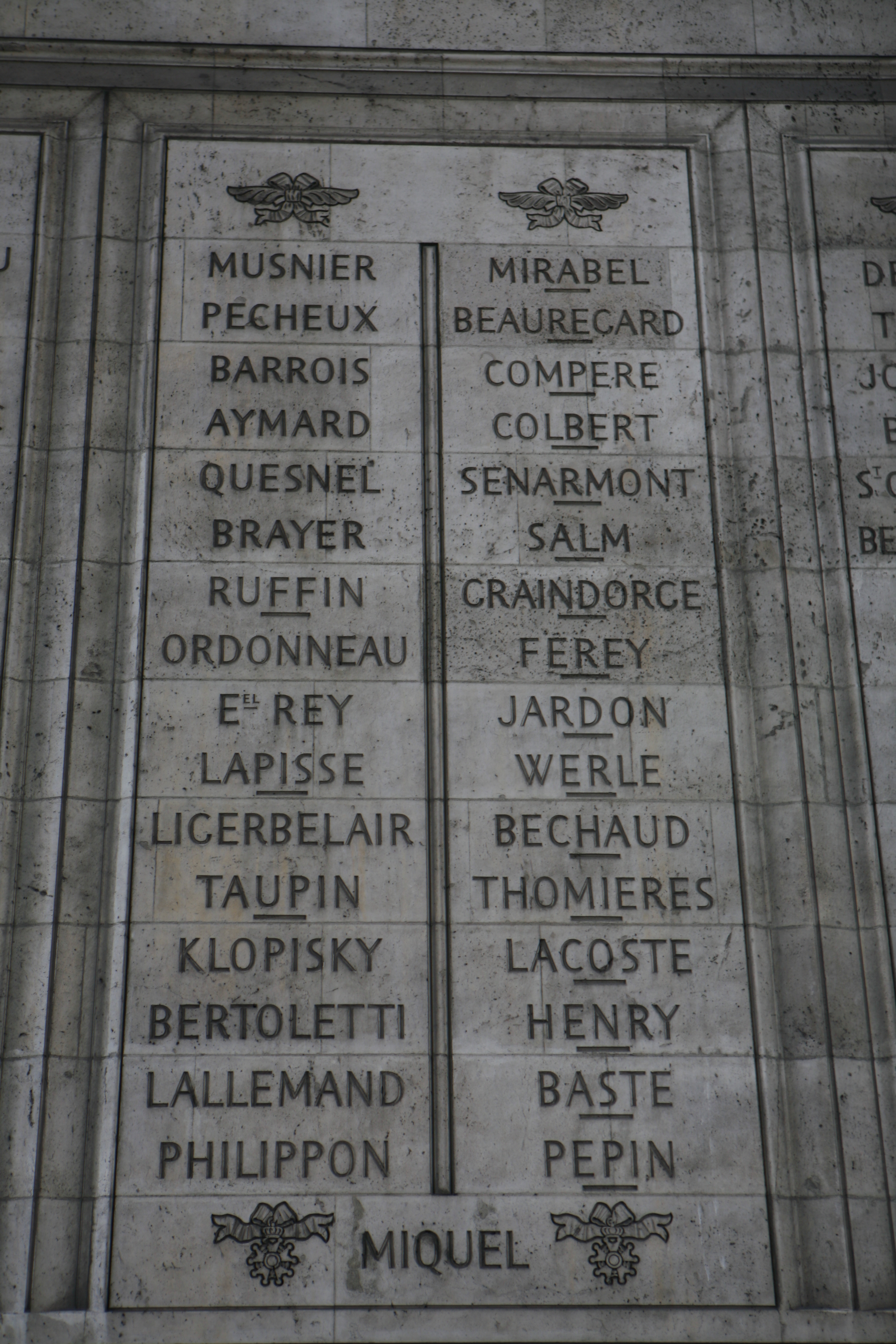
Noms gravés sous l'arc de triomphe de l'Étoile : pilier Ouest, 37e et.

## Distinctions
- Il fait partie des 660 personnalités à avoir son nom gravé sous l'arc de triomphe de l'Étoile. Il apparaît sur la 38e colonne (l’arc indique THOMIERES).

## Armoiries
| Figure | Blasonnement |
| ------ | --- |
|        | Armes du baron Jean Guillaume Barthélemy Thomières et de l'Empire 19 mars 1808 (décret), 18 juin 1809 (lettres patentes) Coupé ; le premier parti, à dextre d'azur au chevron d'argent, accompagné de trois étoiles du même, à sénestre de gueules au signe des barons tirés de l'armée ; le deuxième d'or, au pal de sinople, chargé d'une épée haute du champ et accompagné de deux grenades éclatant de sable, enflammées de gueules - Livrées : les couleurs de l'écu ; le verd en bordure seulement.,. |

## Hommages
À Sérignan, la rue du général Thomières porte son nom.

## Sources
- « Cote LH/2601/54 », base Léonore, ministère français de la Culture
- Vicomte Révérend, Armorial du premier empire, tome 4, Honoré Champion, libraire, Paris, 1897, p. 307.
- Galeries historiques du Palais de Versailles, tome VI, 1840, 468 p. (lire en ligne), p. 72